# Stefan Van der Borght
Stefan Van der Borght is een Belgisch snookerspeler.

## Levensloop
In 1994 was hij verliezend finalist op het Europees kampioen in het Hongaarse Boedapest.
Tevens was hij verliezend finalist op het Belgisch kampioenschap in 1993.